# سعود النعيمي
سعود عبد الله النعيمي لاعب كرة قدم قطري، ولد في (6 مارس 1992). 
لعب سابقاً في نادي الريان ونادي مسيمير ونادي الشحانية ونادي معيذر ونادي الوعب.